# غاسبار مونج
غاسبار مونج (بالفرنسية: Gaspard Monge Comte de Péluse) ـ (10 مايو 1746 ـ 28 يوليو 1818) هو عالم رياضيات فرنسي، مخترع الهندسة الوصفية، يعتبر من مؤسسي مدرسة بوليتكنيك. نقل رفاته سنة 1989 إلى مقبرة العظماء (البانتيون) بباريس خلال الاحتفال بالمئوية الثانية للثورة الفرنسية.

## روابط خارجية
- غاسبار مونج على موقع الموسوعة البريطانية (الإنجليزية)